# Nealcidion griseum
Nealcidion griseum es una especie de escarabajo longicornio del género Nealcidion, tribu Acanthocinini, subfamilia Lamiinae. Fue descrita científicamente por Aurivillius en 1900.

## Descripción
Mide 10-12 milímetros de longitud.

## Distribución
Se distribuye por Venezuela.